# いすゞ・ジェミニ
いすゞ・ジェミニ（ISUZU Gemini）は、いすゞ自動車がかつて製造・販売していた小型乗用車である。1993年からはOEM供給による販売となっていた。

## 概要
1974年の初代「PF型」は、提携先のGMの「グローバルカー（世界戦略車）構想」に基づき、オペル・カデット（GM・Tプラットフォーム (1973)）をベースに開発された。この当時、世界各国でカデットをベースに開発された姉妹車たちが生産されていた。販売面では、多彩なボディカラーやチェック柄のシート、さらにはジウジアーロデザインのアルミホイールなど、ディティールにおいても訴求力を有し、若者から大いに支持を得た。
2代目「JT0型」と3代目「JT1型」は、GMの「Rカー」としてOEM生産（相手先ブランド供給）を視野に入れ自主開発されたモデル。特に2代目は、いすゞの乗用車史上最大の販売台数を記録した。
しかし、3代目へのモデルチェンジでは一転して販売台数が低迷した。以後のいすゞ全体の業績悪化と販売不振により、4代目以降は自社開発を断念、ホンダのOEM供給を受けたが、いすゞの乗用車販売縮小に伴い5代目で販売を打ち切った。

## 初代（1974年-1987年）PF50/PF60/PFD60型
1974年11月登場。型式は1.6 Lガソリン車がPF50型、1.8 Lガソリン車がPF60型。1.8 Lディーゼル車がPFD60型。
いすゞではこの時期まで、基本設計が10年以上前に遡り、陳腐化したベレットの生産が続いていた。GMが引き続きベレットの生産継続を主張したのに対し、いすゞは市場性の見地よりモデルチェンジを要望、その結果、GMの「グローバルカー（世界戦略車）構想」に基づきオペル・カデット（GM「Tカー」）をベースに新型車を開発する事が決定した。
「Tカー」はオペル・カデットのほか、

- 米国：シボレー・シェベット、ポンティアック・1000
- 韓国：セハン・ジェミニ、セハン・マックス（※ピックアップトラック）→セハン・メプシ/大宇・メプシーナ

など世界中で姉妹車が生産されていた。オーストラリアのGM系メーカーであるホールデンは「ホールデン・ジェミナイ（"Gemini"のオーストラリア英語発音）」として日本からいすゞ製ジェミニを輸入した。
車名の「ジェミニ」は英語で「ふたご座」の意味。ベレットの後継車としての位置を明確とするため1975年までは「ベレットジェミニ」と名乗っていた。
ボディタイプは4ドアセダンと2ドアクーペの2種類。当初は1.6 LシングルキャブのSOHCエンジンを搭載したPF50型のみのラインナップであったが、ベース車両となったオペル・カデットそのままに逆スラントノーズを採用し、直線を基調にした欧州風のボディデザインで、ドアまわりは当時としては珍しく丸みを帯びているのが特徴である。
先代のベレットは基本設計の古さもあり、開発当初の本来の車格はともかく、ボディサイズは1970年代中期では廉価な「大衆車」クラスに位置していたが、ジェミニは開発年次の新しいカデットをベースとしたため、ボディサイズが大幅に拡大されていた。このため、日本の大衆車の代表的車種であるカローラ、サニーの当時（1974年）のモデルよりもエンジン、ボディとも一回り大きく、やや上位クラスにあった。ベースのカデット譲りの堅実な設計に、実績のあるいすゞ製エンジンを組み合わせたスペックは一定の商品性があり、ジェミニはすぐにいすゞの主力車種となった。
同じいすゞでも上級車種のフローリアンとは明確な差があったが、1977年にジェミニにも1.8 Lエンジン搭載車が追加され、フローリアンと重複するようになった。しかしこの頃には、旧弊化したフローリアンを購入する一般ユーザーはほとんどおらず、両車のスタイルや性格の差もあり、元々不人気車種になっていたフローリアンの販売に特に影響は無かったようである。
ヘッドランプは、オリジナルは丸目2灯であったが1977年6月に角目2灯に変更。1979年6月にジェミニ独自のフェイスリフトが行われスラントノーズ形状に変更、ヘッドランプもスポーティー系グレードに限り丸目2灯に戻った。1981年に異型角目2灯に変更される。
1979年11月にはディーゼルエンジン搭載車と1.8 L DOHCガソリンエンジン搭載のホットモデル「ZZ」（ダブルズィー）シリーズが追加された。また車名表記も大文字&小文字の「Gemini」から大文字の「GEMINI」と変更されている。「ZZ」シリーズには「ZZ/L」「ZZ/T」に加え極めてハードなサスペンションセッティングが施され走りに特化したモデルとして「ZZ/R」というスポーツモデルも存在した。
このディーゼルエンジンモデルは「第二次オイルショック」の時期と重なったことで、低燃費車として脚光を浴び、1982年には世界初の電子制御式ディーゼルエンジンモデルも登場した。このため、後期型の初代ジェミニは「80年代のディーゼル車」とも言われるように、ディーゼル乗用車の代表として広く認知される。
もっともその後は、従前のいすゞ乗用車の多くと同じく、1980年代に入っても基本設計の変わらないままにフェイスリフトやマイナーチェンジを施されての長期生産が続くことになった。
1985年には2代目となるFFジェミニが登場するが、ディーゼルエンジン搭載車やスポーツモデルが当初設定されていなかったことから、それらの領域をカバーするため初代ジェミニも継続生産された。バリエーションは整理され、クーペは廃止されたものの、スポーツモデル「ZZ/R」や1.6 L、1.8 Lのガソリン (SOHC) エンジン搭載モデルも残された。
その後、2代目ジェミニのバリエーションが充実したことを受け、1987年2月に生産・販売を終了した。総生産台数は76万8,537台（いすゞHPより）。
機構
駆動方式は後輪駆動。エンジンは当初1.6 L SOHCの「G161型」のみであったが、1977年6月より1.8 L SOHCの「G180型」が追加。さらに、1979年のビッグマイナーチェンジ時に1.8 L DOHCエンジンと1.8 Lディーゼルエンジンが追加された。
組み合わされるトランスミッションは当初4速MTのみでスタートするが、1975年に3速AT、1976年に5速MTが追加された。
サスペンションは前輪がダブルウィッシュボーン式、後輪が3リンク・コイルスプリング式リジッドで、ステアリングはラック・アンド・ピニオン式を採用していた。
歴史
- 1974年
  - 5月 前年（1973年）10月に生産が終了したベレットの後継車として「ベレットジェミニ」（PF50型）が発表。
  - 11月 1.6 Lガソリン車（PF50型）登場。クーペ、セダン共に「LD」、「LT」、「LS」の3グレードを用意していた。全車4速MT車。
- 1975年
  - 4月 安全対策向上のために改良実施。また、これに合わせて車名からベレットの後継車という位置付けを明確にするために付けていた「ベレット」という冠が取れ、単に「ジェミニ」となった。
  - 10月 下級グレードに3速AT者が追加される[2]。
  - 12月 昭和50年排ガス規制に適合。「LD」、「LT」に3速AT車を追加。
- 1976年
  - 5月 「LS」に5速MT車をオプション設定化。
  - 11月 昭和51年排ガス規制に対応する為のマイナーチェンジを実施。内、外装をやや豪華に設えた「LTミンクス」を追加。「ミンクス」の名は、かつていすゞがライセンス生産していた「ヒルマン・ミンクス」から取られた。
- 1977年
  - 6月 1.8 Lガソリン車（PF60型）登場。同時に、ヘッドランプのデザインが丸目2灯から角目2灯に変更された[2]。
  - 11月 1.6 Lガソリン車が昭和53年排ガス規制に対応する為のマイナーチェンジを実施し、ヘッドランプも角型になった[2]。
- 1978年
  - 11月 1.8 Lガソリン車が昭和53年排ガス規制に対応する為のマイナーチェンジを実施。1.8 Lガソリン車セダンに「ミンクス」クーペにスポーティグレードのLS/G「ブラックジェミニ」を追加。同時に、1.6 Lガソリン車も一部改良を実施した。
- 1979年
  - 6月 ビッグマイナーチェンジを受け、フロント部分は通称「逆スラ」からサイドマーカー付きのスラントノーズに変更され、ヘッドランプは銀縁の付いた角目2灯へと変更。スポーティモデルのLS系のみ丸目2灯とされ、テールライトは大型化された。1.8 Lガソリン車クーペに「ミンクス」を追加。またチルト機構付サンルーフを国産車で初めて設定した（オプション）。
    - このスラントしたノーズのデザインはホールデン・ジェミニ、セハン・メプシ（後の大宇・メプシーナ）が採用。しかし、ジェミニ系車種のベースとなった姉妹車オペル・カデットはこの年フルモデルチェンジした（前輪駆動化した）ため、このデザインは採用しなかった。

  - 11月 1.8 Lガソリン車にDOHCエンジン搭載の「ZZ」を追加。1.8 Lディーゼル車（PFD60型）が登場し、この頃から「ジェミニと言えばディーゼル」「ジェミニと言えばZZ」と評価されるようになる[2]。
- 1980年
  - 3月 1.8 Lガソリン車にDOHCエンジン搭載の「ZZ-L」を追加。
  - 6月 LS相当のスポーティーなディーゼル車の「ゴールドディーゼル」とエアコンとステレオ標準装備の1800「クリーンLT」（ガソリンとディーゼルに設定）
  - 9月 ジェミニのディーゼル車が「ディーゼル乗用車クラス」での販売台数1位になった事を記念して、「いすゞジェミニディーゼル感謝祭」を開催。合わせて特別仕様車を限定発売した。

同年にはディーゼル車の国内販売台数ナンバーワンを記録。
- 1981年
  - 1月 1.8 Lディーゼル車に998,000円の「LDスペシャル」を追加。
  - 4月 1.8 Lガソリン車にDOHCエンジン搭載の「ZZ-R」を限定発売。当時参戦していた国内ラリーを意識したモデルだった。
  - 10月 マイナーチェンジでインパネのデザインが大幅に変更される。ヘッドランプが近代的な異型2灯に変更。リアは変更なし。1.8 L車に「LG」、1.8 Lディーゼル車に「LJ」（クリーンLTの改称）「LS」（ゴールドの改称）を追加。
- 1982年
  - 9月 1.8 Lディーゼル車に初の電子制御燃料噴射装置を内蔵して66馬力にパワーアップした「LT-E」「LJ-E」を追加。
  - 10月 一部改良。73馬力までパワーを上げた1,800 cc ディーゼルターボ車（PFD60型）が登場。世界初の電子制御式のターボチャージャー搭載ディーゼルエンジンであった。ここから「ディーゼルのジェミニ」はバリエーションを広げていった[2]。
- 1983年
  - 10月 一部改良でドアミラーを採用。車種整理でカスタムシリーズを追加。
- 1984年
  - 12月 特別仕様車「エクストラシリーズ」を追加。
- 1985年
  - 3月 1.8 Lガソリン車の「ZZ」を改良。
  - 5月 2代目・FFジェミニが登場するが、初代も継続生産され、2代目と併売された。
- 1987年
  - 2月 生産・販売終了。同時に2代目は「FF」の冠が取れ、単に「ジェミニ」となる。

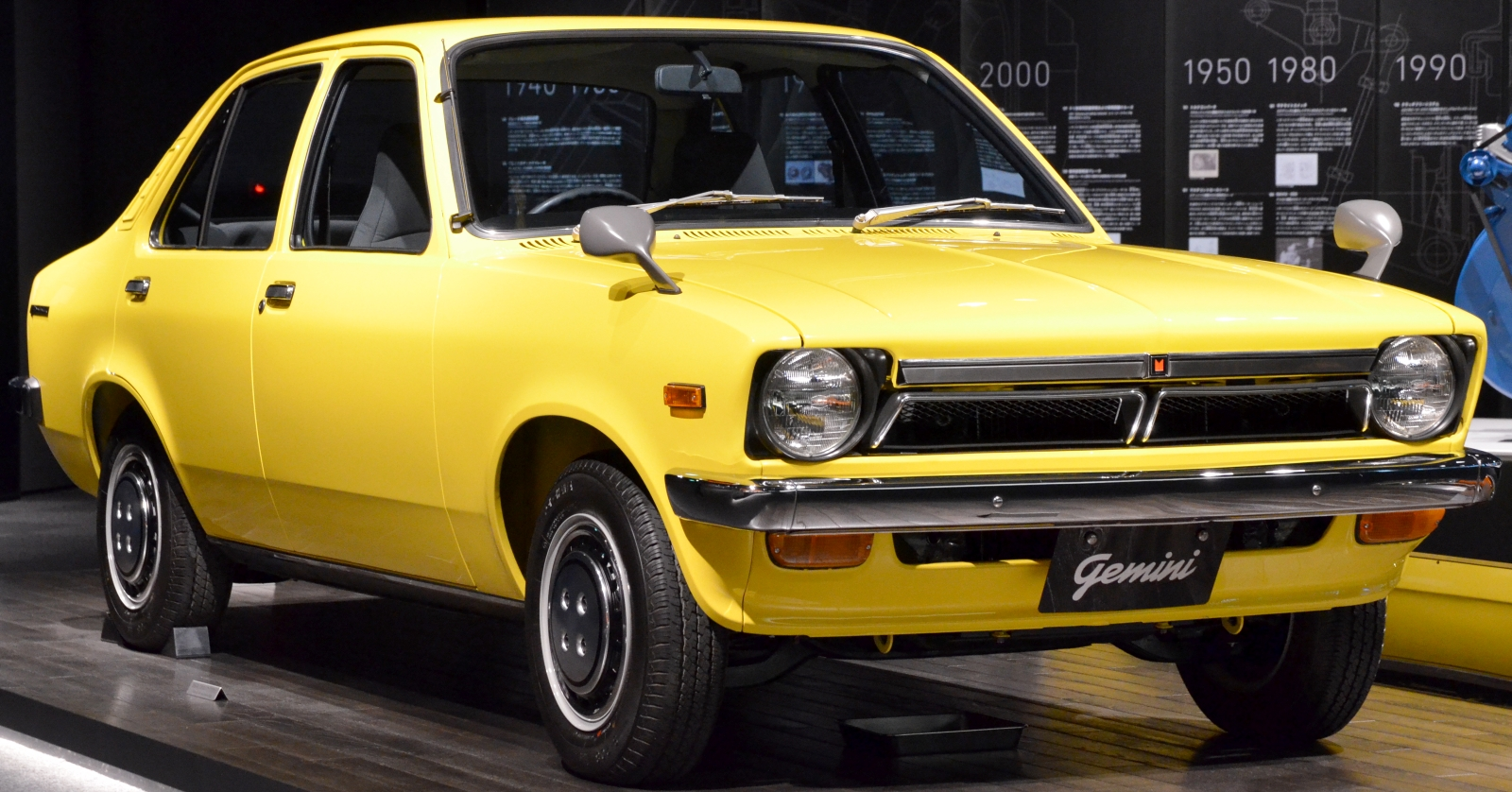
セダン LT 初期型
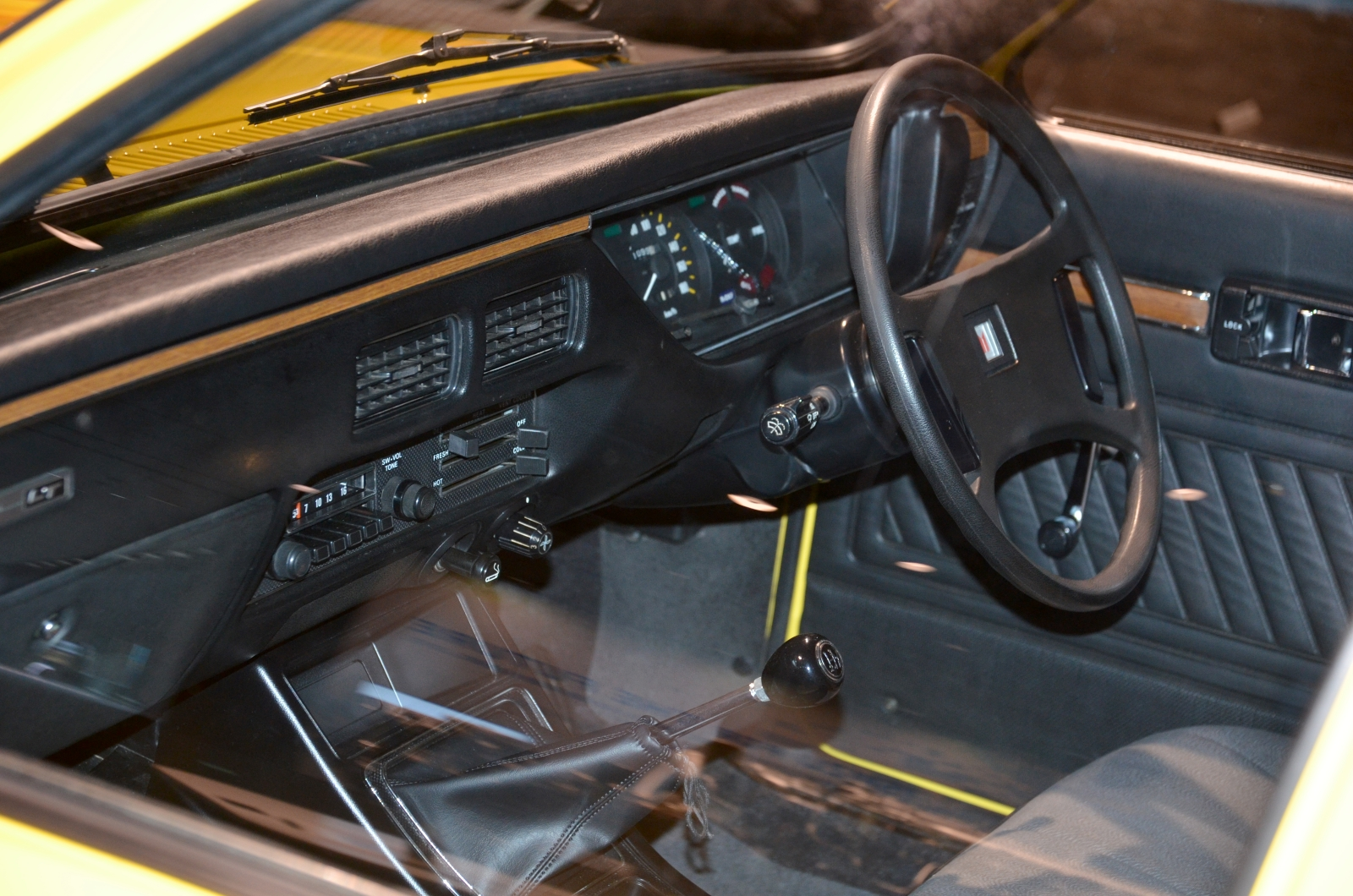
セダン LT 車内

## 2代目（1985年-1990年）JT150/190/600型

### FFジェミニ（1985年-1987年）
2代目は1985年5月、「FFジェミニ」として発売された。型式名は1985年に登場した1.5 Lガソリン車がJT150型、1988年に登場した1.6 L DOHCガソリン車がJT190型。そして1.5 Lディーゼルと1.5 Lディーゼルターボ車はJT600型。燃費は10モードで13.8 - 16.0 km/L。
初代のベースとなったオペル・カデットは、1979年のフルモデルチェンジで前輪駆動化されたが、本車はそれとは直接関係なく、「クオリティ・コンパクト」というコンセプトでいすゞが独自に開発したものである。その一方で、GMの世界戦略に組み込まれ「Rカー」として1984年11月よりGM向けに供給（輸出）もされた。
117クーペ以来、17年ぶりとなるいすゞ自社設計の乗用車で、モデルチェンジにあたりアスカとの競合を避け、なおかつ米国市場をも意識して初代より一回り小型のクラス（現在のCセグメント）をターゲットとし、居住性と取り回しの良さを得るために前輪駆動化、パワーステアリングやサーボブレーキなど特に操縦性を重視した設計とされた。このコンセプト内容は、かつてベレット後継車の構想時にも検討されていた。そして、一般的なテストコースだけでなく、一般道を中心とした走り込みを敢行し、走りを磨き込んだ。それ故、正式発表前に、自動車雑誌にデモンストレーション同然にスクープ写真が掲載された。
ボディデザインは、117クーペやピアッツァなどでいすゞとの関係が深かったジョルジェット・ジウジアーロが手掛けた。しかし、いすゞ社内によるリデザインにジウジアーロが難色を示したため、発表時には彼のデザインであることは伏せられた。ボディタイプは4ドアセダンと、先代の2ドアクーペに代わって3ドアハッチバックが設定された。
1986年には専用の電子制御式ターボ付き1.5 Lの2バルブSOHCガソリンエンジン「4XC1-T型」を搭載し、足回りを旧・西ドイツのイルムシャー社がチューニングしたスポーツモデルの「1.5 イルムシャー」が登場している。
当初は大衆車クラスに変更された関係で販売面が憂慮されたが、後述するテレビCMが大きな反響を呼んだことと、カラーバリエーションが豊富なことで人気を集めた。
歴史
- 1985年
  - 5月 フルモデルチェンジで「FFジェミニ」が登場。1.5 Lガソリン車（JT150型）のセダンとハッチバックが登場。
  - 11月 1.5 Lディーゼルターボ車、1.5 Lディーゼル車（共にJT600型）のセダン/ハッチバックが登場。ガソリンエンジンにも迫る動力性能を持つディーゼルとして高評価を得た[6]。
  - 12月 セダン及びハッチバックの「C/C」が、日本産業デザイン振興会主催の1985年度グッドデザイン賞商品に選出された。
- 1986年
  - 1月 特別仕様車「ホワイト・ジェミニ」を限定発売。
  - 2月 特別仕様車「ブラック・ジェミニ」を限定発売。
  - 3月 特別仕様車「ブライトスプリング・ジェミニ」を限定発売。
  - 4月 一部改良で同時に1.5 Lガソリン車のセダン/ハッチバックに、コンピュータ制御の5速オートマチック「NAVi5」搭載モデルが追加[6][注釈 4]。
  - 6月 1.5 Lガソリン車のセダン/ハッチバックに、インタークーラー付きターボエンジンを搭載した「イルムシャー」（JT150型）を追加[6]。
  - 7月 「C/C」ベースの特別仕様車「サマー・ジェミニ」を限定販売。
  - 9月 特別仕様車「ホワイト・ジェミニ」を限定発売。
  - 12月 「C/C」ベースの特別仕様車「ウインター・ジェミニ」を限定販売。

### ジェミニ（1987年-1990年）
1987年2月にビッグマイナーチェンジを実施。初代ジェミニの製造・販売が終了したため、差別化のために冠されていた「FF」というサブネームが取れ、単に「ジェミニ」（通算2代目）となった。
特に大きな変更を受けたのはフロントマスクで、サイドマーカーをサイドに回りこませた、通称「つり目」といわれるフォグランプ一体の異型ヘッドランプを採用し、同時にグリル形状も変更された。インテリアも見直しが行われ、インパネやクラスタースイッチの形状変更などが行われた。

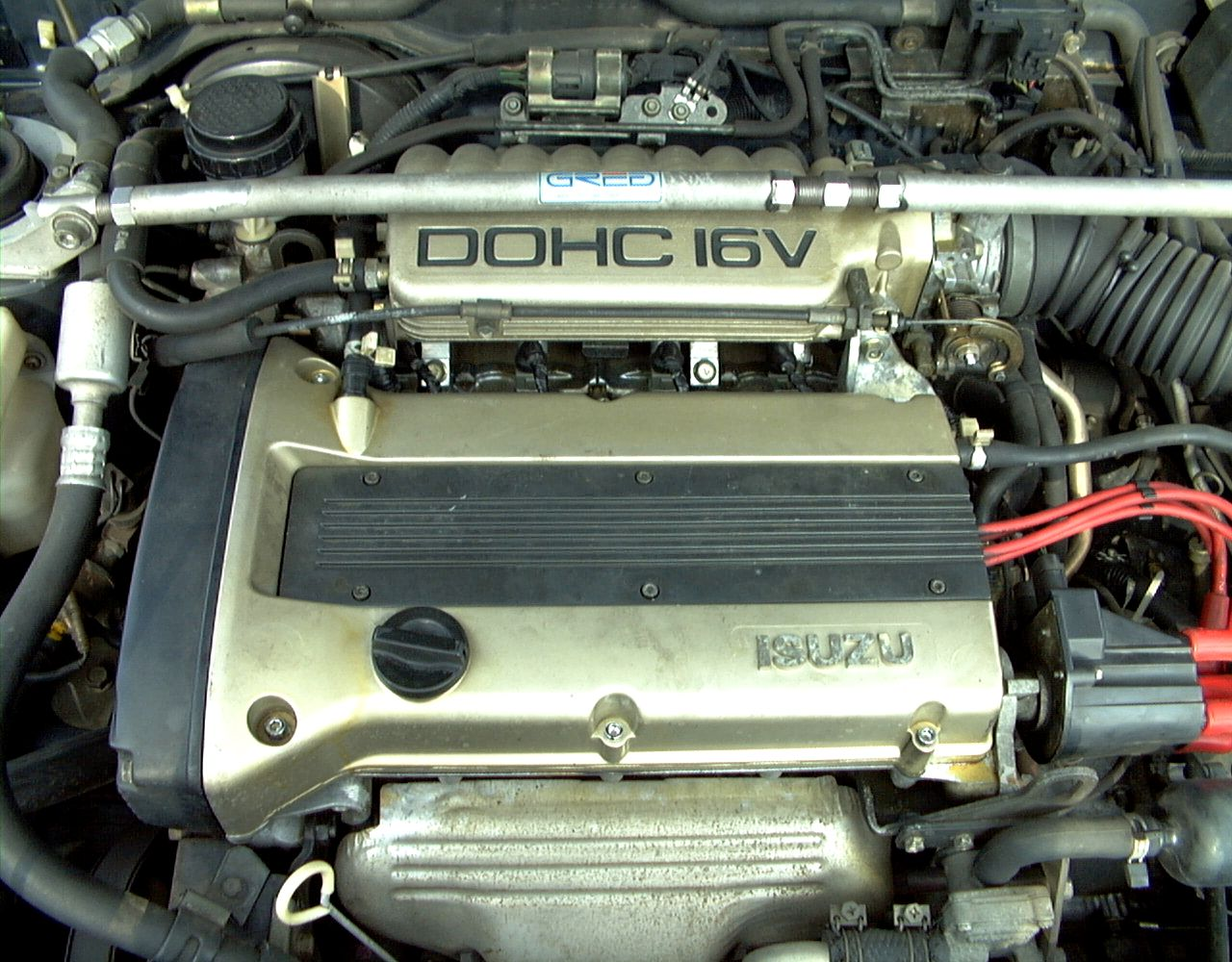
2代目ジェミニJT190に搭載の4XE1エンジン

1988年には、1.6 Lの4バルブDOHCエンジン「4XE1型）を搭載し、足回りを英国のロータス社がチューニングしてBBSホイールをオプション設定（ZZ-SEのみ標準装備）した「ZZハンドリング・バイ・ロータス」仕様が追加された。のちに同じエンジンを搭載した「1.6 イルムシャー」も追加される。
「イルムシャー」は高い走行性能を有するヨーロピアン・スポーツ車として、「ZZハンドリング・バイ・ロータス」は高性能ながらも落ち着いた操縦性を有するラグジュアリ・アダルトスポーツ車としての性格付けがなされていた。また、いずれも前席にレカロ社製のセミバケットシートを標準装備していた。
1989年2月、2度目のマイナーチェンジを実施。サイドマーカー（ターンシグナルレンズ）の位置がフェンダー部分に変更され、セダンのみリヤナンバープレートの位置が、トランクリッド部分からバンパー中央部分に移動されている。
2代目の総生産台数は74万8,216台（いすゞHPより））、米国販売数はいすゞ名義で150,873台、GM名義で363,171台（Ward's Automotive Yearbookより）。
グレード
グレード展開は当初「C/C」を基本グレードとして、実用仕様の4ドア「T/T」とビジネスユースに徹した3ドア「D/D」の実質3種類だった。その後、スポーツモデルの「イルムシャー」、「ZZハンドリング・バイ・ロータス」を追加。また、1988年には「C/C」の上級モデルである「G/G」が追加された。
他にも「パティオ」、屋根がキャンバストップになった「C/Cユーロルーフ」、レカロシート装備のターボディーゼル「S/S」（中期のみ）、ガソリン・ディーゼル共にNAVi5モデルなどが設定されていた。
機構
基本的なコンセプトは、当時いすゞが生産していたアスカと共通しており、それをサイズダウンしたものである。
エンジンは1.5 L SOHCの4XC1型および同ターボ付の4XC1-T型、1.6 L DOHCの4XE1型、1.5 Lディーゼルの4EC1型および同ターボ付の4EC1-T型。組み合わされるトランスミッションは当初、5速MTと3速ATでスタートしたが、1986年にコンピュータ制御の5速オートマチックであるドライビングロボットこと「NAVi5」を搭載したモデルが登場した。
サスペンションは前輪にマクファーソンストラットコイル式、後輪にコンパウンドクランクコイル（トーションビーム）を採用。また、スポーツモデルの「イルムシャー」仕様にはメーカーオプション扱いでビスカス式LSDの装備も可能だった。
ステアリングはラック・アンド・ピニオン式。パワーステアリング仕様も選べた。また、ブレーキには全車サーボが標準装備されたのも特徴の一つである。
歴史
- 1987年
  - 2月 マイナーチェンジ[6]。ヘッドランプの形状が変更され、同時にグリル形状やテールレンズも変更。室内もインパネやクラスタースイッチの形状やシート表皮、内装色などが変更された。また初代製造・販売終了に伴い、名称は単に「ジェミニ」となる。
  - 3月 いすゞ自動車創立50周年特別記念車として特別仕様の「C/C」を限定発売。
  - 4月 セダンの1.5 Lガソリン/ディーゼル車に「パティオ」を追加。通販会社ディノスと提携した専用モデルの「ディノス」を限定発売。グレード名は「E/E」（セダン「T/T」とほぼ同仕様）。
  - 5月 1.5 Lガソリン車のセダン/ハッチバックに「ユーロルーフ」モデルを追加[6]。1.5 Lガソリンターボ車に特別仕様車として「イルムシャーRS」を台数限定発売。
  - 6月
    - 1.5 Lガソリンターボ車のセダン/ハッチバックに、競技用ベース車両で時計、オーディオ、ホイールキャップ等の装備が省略された「イルムシャーR」を追加設定。
    - いすゞ自動車創立50周年特別記念車の第2弾として特別仕様の「C/C」と「イルムシャー」を限定発売。

  - 7月 「イルムシャーR」を追加[6]。
  - 8月 「C/C」ベースの特別仕様車「サマー・ジェミニ」を限定発売。
  - 9月 1.5 Lガソリンターボ車に特別仕様車として「イルムシャーRS」を200台の台数限定発売。
  - 11月 特別仕様車「ハイクオリティ・ジェミニ」を限定発売。
- 1988年
  - 2月 「NAVi5」を一部改良（「D4」レンジの追加）。
  - 3月
    - 1.6 L DOHCガソリンエンジン搭載車「ZZハンドリング・バイ・ロータス」（JT190型）を追加[6]。
    - 1.5 Lガソリン車のセダンに「C/C」の上級グレードとして「G/G」を追加。イルムシャー専用色だった「トルーパーブルー」「ファントムグレー」を設定。

  - 4月 「C/Cユーロルーフ」ベースでバンパーやサイドプロテクターなどがシルバー（ベース車は素材色）に塗り分けられた2トーンカラーの特別仕様車「C/C-SE・スプリングキュート」を限定発売。
  - 5月 前年に限定発売した「ディノス」が、通販会社「ディノス」でのカタログ販売専用モデルとして追加。
  - 6月 
    - 1.6 Lガソリン車に「イルムシャー」と受注生産の「イルムシャーR」を追加（いずれも1.6 L DOHC16バルブ）。
    - 特別仕様車「クールサマー・ジェミニ」を限定発売。

  - 9月 特別仕様車「オータムエレガント・ジェミニ」を限定発売。
- 1989年
  - 2月
    - マイナーチェンジ[6]。内外装の変更を行う。フロントウインカーのフロントフェンダー部分への移設に伴い、フロントマーカーランプのクリアレンズ化、リアコンビランプの意匠変更、リアナンバープレートをトランク部分からバンパーへ移設しリアコンビランプ間のブラック塗装を廃して車体と同色に変更（ハッチバック車とイルムシャーを除く）、ステアリングパッドのデザイン変更、オーデイオスペースの拡大（2.5→3DIN）等。
    - 特別仕様車「スプリングフィット・ジェミニ」を限定発売。

  - 6月 1.5 Lガソリン車のセダンに「G/Gリミテッド」を追加。
  - 7月 1.6 Lガソリン車のセダンに「ZZ-SEハンドリング・バイ・ロータス」を追加。
  - 9月 特別仕様車「オータムフィット・ジェミニ」を限定発売。
  - 11月
    - 特別仕様車「ウインターフィット・ジェミニ」を限定発売。
    - 「イルムシャーRS」を台数限定発売。
- 1990年
  - 1月 C/Cベースの特別仕様車「ウインター・ジェミニ」を限定発売。その後、同月内に生産を終了し、在庫販売体制に入る[8]。
  - 3月 3代目にバトンタッチして販売終了。

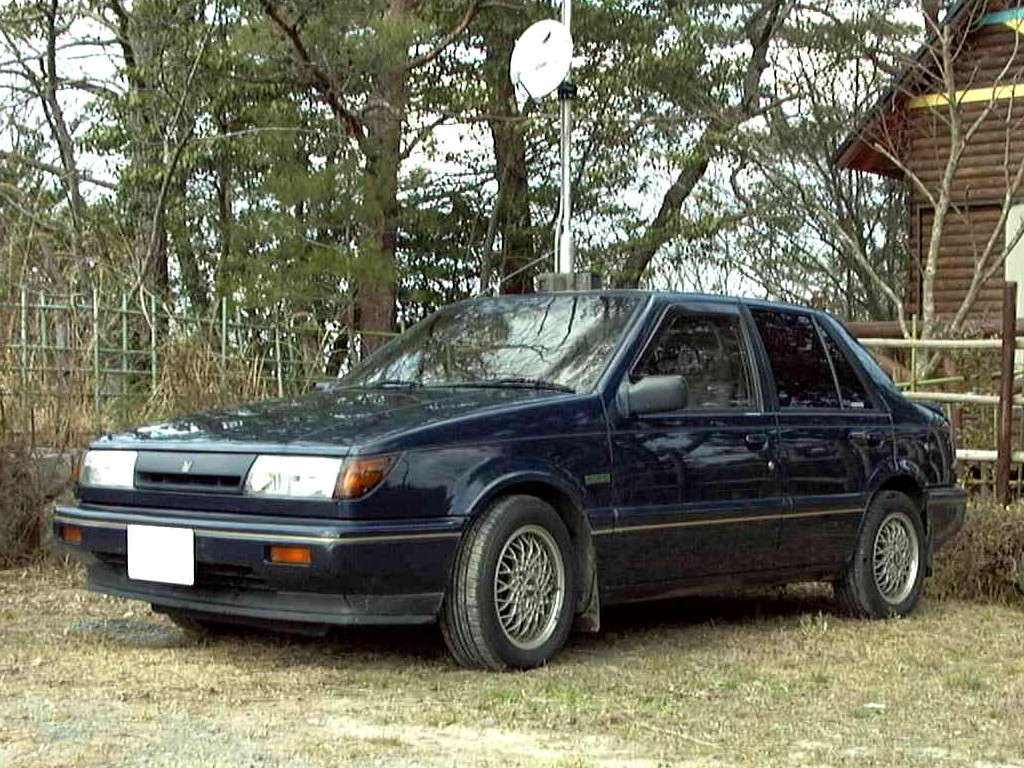
「ZZ」ハンドリング・バイ・ロータス
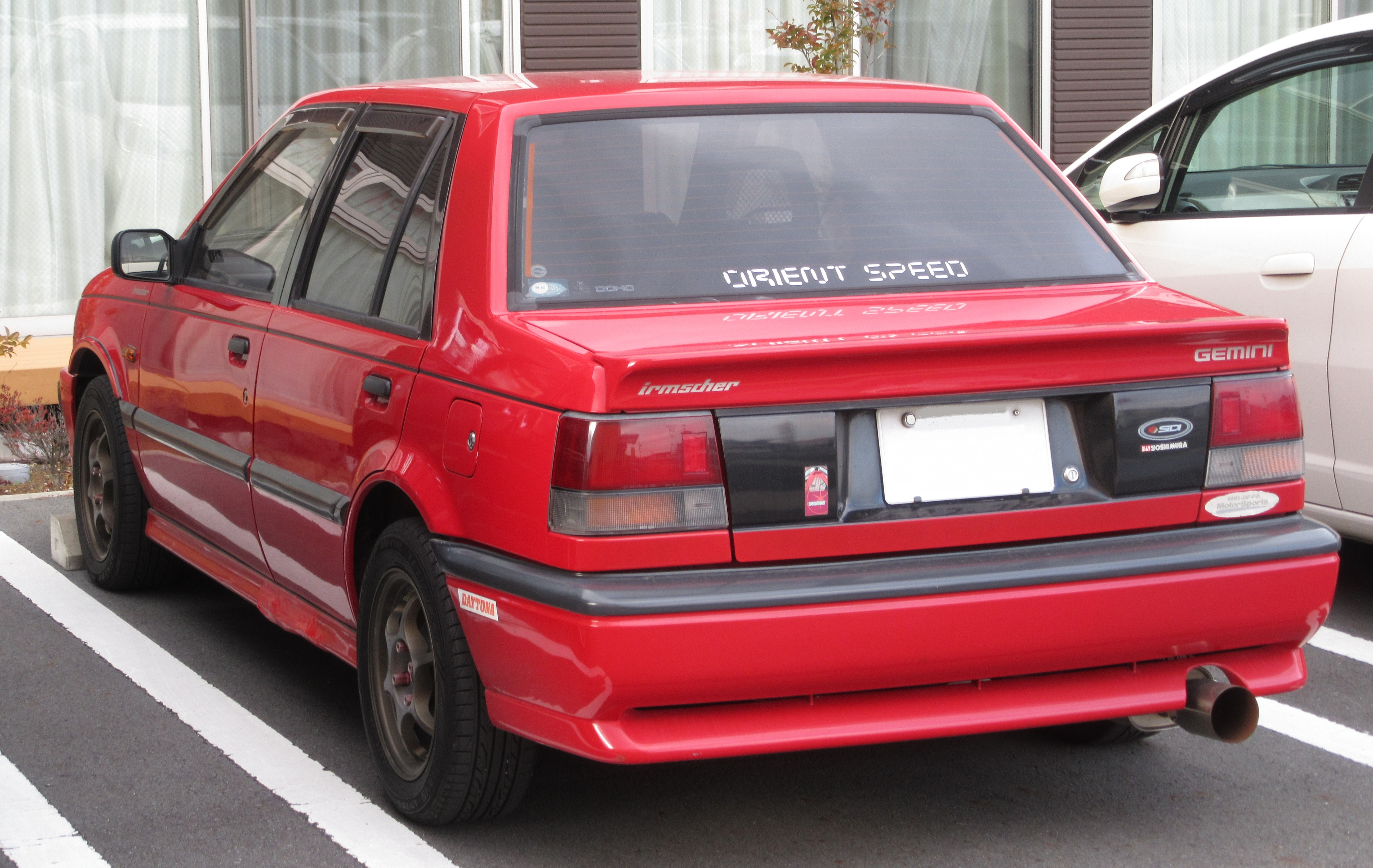
1989年2月改良型 イルムシャー（リア）
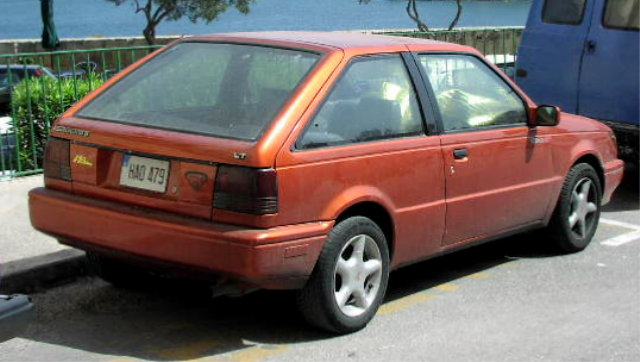
ハッチバック（リア）
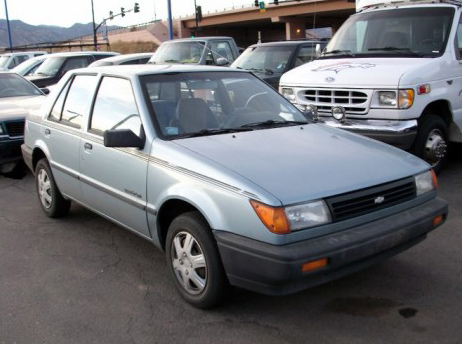
ジオ・スペクトラム

## 3代目（1990年-1993年）JT151/191/641型
3代目は1990年3月登場。ボディサイズは2代目よりも拡大された。燃費は10モードで13.6 - 14.8 km/L。
形式名は、1,500 cc ガソリン車がJT151F型、1,600 cc DOHCガソリン車がJT191F型、1,600 cc DOHCガソリンインタークーラー付きターボ4WD車がJT191S型、1,700 cc ディーゼルターボ車がJT641F型、同4WD車がJT641S型。
これらにホットモデルとして「イルムシャー」仕様および「ZZハンドリング・バイ・ロータス」仕様がラインナップされている点は先代と変わらない。その中でもハイパワーエンジン+フルタイム4WDを搭載したJT191S型は「イルムシャーR」を名乗る最上位ホットモデルである。
デビュー当初4ドアセダンのみの設定だったが、1990年9月にクーペが、翌1991年3月に3ドアハッチバックが追加されている。
セダンは北米市場において「いすゞ・スタイラス (STYLUS)」の名称で1990年12月より販売が開始された。また、クーペとハッチバックはいすゞが北米のゼネラルモーターズ（GM）向けに供給していた「ジオ・ストーム」がベースであり、日本ではヤナセ専売の「いすゞ・PAネロ」としても販売されていた。ストームはその後、2代目ピアッツァのベースにもなっている。
3代目は技術的に特徴が多く、販売当時ジェミニシリーズが使われたラリーフィールドを意識した設計が施されている。1,500 cc ガソリン車の動力性能は著しく向上し、「カプセルシェイプ」と銘打った一体型ボディ構造を持ち、強度重視で厚い鉄板を使用したため、当時の1,600 ccクラス車としては車重は重い部類に入る。
足回りでは「ニシボリック・サスペンション」の採用が挙げられる。多くの評論家が酷評したニシボリック・サスペンションであったが、国内ラリーシーンにおいては"FF車ベースなのにFR車的なドリフトが出来る"という好評もあった。1991-92年の全日本ラリー選手権では連続でクラス優勝に輝いている。
デザインは中村史郎を中心に(チーフデザイナー本多卓夫、セダンエクステリア中村史郎、クーペエクステリア前田克紀、中村がブラッセル駐在となった為セダンも前田が引継ぐ）いすゞ社内でまとめられたものであるが、GMの意向が強く影響した点は否めず、欧州車の味わいが売りであったいすゞ車では異例の、アメリカンなデザインとなった。4ドアセダンにはリアのドアフレームがCピラーを覆い隠すように閉じるなど、他に例を見ない斬新なデザイン手法も使われていた。
販売面では、フルモデルチェンジ後、旧型モデルからの買い替えが順調に進んだことやCM効果によって、日本国内月販目標5千台に対し1990年4月21日時点における受注台数が6,602台と目標を超えて達成したものの販売可能台数が4,300台と品不足状態になったり、重視した米国市場で月間販売台数が一万台を超える販売好調状態であるなど、新車効果が大きく作用した出足であったが長くは続かず、バブル景気の終焉もあいまって、1991年4月には「乗用車販売の不振に苦しむいすゞ」と伝えられるなど、世界的な自動車不況などの影響によってジェミニは極度の販売不振に陥った。
この事実は1991年10月期決算におけるいすゞの大幅な経常赤字の要因となっており、次期ジェミニの開発延期を決定するなどの再建計画を実施したが、1992年10月期決算においても再び大幅な経常赤字を記録したことによって、資金回収の目処が立たない乗用車生産から撤退し得意分野の商用車事業とSUVに経営資源を集中化させる等の内容が1992年度中期経営計画にて決定したことに伴い、ジェミニの自社生産も1993年7月限りで終了し、日本国内では9月までに販売終了となった。
3代目の総生産台数は 40万6,625台（いすゞHPより）、米国販売数は17,754台（Ward's Automotive Yearbookより）。
機構
駆動方式は前輪駆動を基本とし、イルムシャーRと一部のターボディーゼル車には四輪駆動（4WD）仕様も設定される。
また、イルムシャーRの4WDにはLSDが組み込まれ、前後トルク配分可変機構が備わっている。
エンジンは1,500 cc SOHC 12バルブの4XC1型、1,600 cc DOHC 16バルブの4XE1型、同インタークーラーターボ付の4XE1-T型、1,700 cc ディーゼルインタークーラーターボ付の4EE1-T型の4種類が搭載された。
特に4XE1-T型 (180 PS) は、ホンダ・シビックタイプRのB16Bエンジン (185 PS) が登場するまで1,600 ccクラス最強のエンジンであった。
組み合わされるトランスミッションは5速MTと電子制御式4速AT。
サスペンションは四輪独立操架で、前輪がマクファーソンストラットコイル、後輪にはパラレルリンク・ロアアームのストラット形式をベースにナチュラル4WSと称したトーコントロール機構の一種であるニシボリック・サスペンションを装備する。
ステアリングはパワーステアリング付ラック・アンド・ピニオン式。ブレーキにサーボが標準装備されている点は先代と同様だが、本車はこのクラスではめずらしく全グレード前後輪ともディスクブレーキとなっている。
そのほか、ガソリン車の排気系パイプ類にステンレス材を採用したり、「C/C-X」以上のグレードにヒーター付きドアミラーを標準装備するなどコストを掛けたつくりとなっている。シートは先代のJT0型を踏襲した「ファニチャーシート」と呼ばれるヨーロピアンテイストのデザインだが、クッション硬度を上げたり、前後部別のハイトアジャスターを装備するなどより人間工学に配慮したものとなっていた（「C/C」シリーズのみ）。スポーツ系グレードの前席には先代同様、レカロ社製のセミバケットシートを標準装備していた。
歴史
- 1990年
  - 3月 フルモデルチェンジで3代目が登場。当初はセダンの1,500 cc ガソリン車（JT151F型）、1,600 cc ガソリン車（JT191F型）、1,700 cc ディーゼル車（JT641F型）がラインナップされた。グレード名は1,500 cc ガソリン車と1,700 cc ディーゼル車が「C/C」、「C/C-L」、「C/C-X」。1,600 cc ガソリン車が「ZZハンドリング・バイ・ロータス」。
  - 5月 1,600 cc ガソリン車に「イルムシャー」とフルタイム4WD（JT191S型）の「イルムシャーR」が追加。イルムシャーRには、インタークーラー付きターボ仕様のエンジンが搭載され、クラス最強となる180psを発生した[10]。
  - 9月 2ドアクーペの1,600 cc ガソリン車（JT191F型）が追加登場。グレードは「OZ」、「OZ-G」。
- 1991年
  - 3月
    - 3ドアハッチバックの1,500 cc ガソリン車（JT151F型）、1,600 cc ガソリン車（JT191F型）が追加登場。グレードは「OZ」、「OZ-G」。
    - 1,600 cc ガソリン車のクーペにフルタイム4WD（JT191S型）の「イルムシャーR」
    - 1,700 cc ディーゼル車のセダンに「T/T」が追加。

  - 5月 1,600 cc ガソリン車のハッチバックにフルタイム4WD（JT191S型）の「イルムシャーR」が追加。
  - 6月
    - 特別仕様車「ジョイフルサマー・ジェミニ」を限定発売。
    - 特別仕様車「イルムシャーRS」（車体色はミスティックブルーマイカのみ）を100台限定で発売。

  - 9月 特別仕様車「ジョイフルオータム・ジェミニ」を限定発売。
  - 10月 セダンの1,700 cc ディーゼルターボ車にフルタイム4WD（JT641S型）を追加。
- 1992年
  - 1月 初売りの特別仕様車として「初売り仕様車」（一部地域では「初売り・ジェミニ」や「お年玉・ジェミニ」等の名称）を限定発売。
  - 2月
    - 特別仕様車「エンジョイスプリング・ジェミニ」を限定発売。
    - 特別仕様車「イルムシャーDSP」（車体色はトーチレッドとエボニーブラック）を135台限定で発売。

  - 3月 マイナーチェンジ。
  - 6月 特別仕様車「エンジョイサマー・ジェミニ」を限定発売。手組エンジンでバランス取りされ，各部にオプションパーツを装備した，特別仕様車「イルムシャー・タイプコンペティション」（車体色はトーチレッドのみ）を50台限定で発売。内訳は，4WDが30台，FFは20台。助手席側ダッシュボードにシリアルナンバープレートがリベット留めされているほか，各部にType Competitionの刻印やロゴが入っている。
  - 9月 特別仕様車「ジョイフルオータム・ジェミニ」を限定発売。
  - 11月 マイナーチェンジ。フロントグリルの追加とテールレンズのデザインを変更。同時にクーペとハッチバックの「イルムシャーR」を廃止。
  - 12月 いすゞ自動車がワンボックス[注釈 8]およびSUV[注釈 9]以外の乗用車の自社開発・生産から撤退を表明し生産打ち切りが決定。この報道により、在庫車もほとんどが即完売状態になった。
- 1993年
  - 4月 量販グレード以外は全て受注生産へ。
  - 8月[16] 生産終了。在庫対応分のみの販売となる。
  - 9月末 ホンダ・ドマーニのOEMとなった4代目モデルの登場に伴い販売終了。いすゞ自社開発のジェミニは3代19年の歴史に幕を下ろした。また、1962年（昭和37年）4月登場のベレルから続いてきたいすゞの自社開発乗用車も31年4か月の歴史に幕を下ろした。

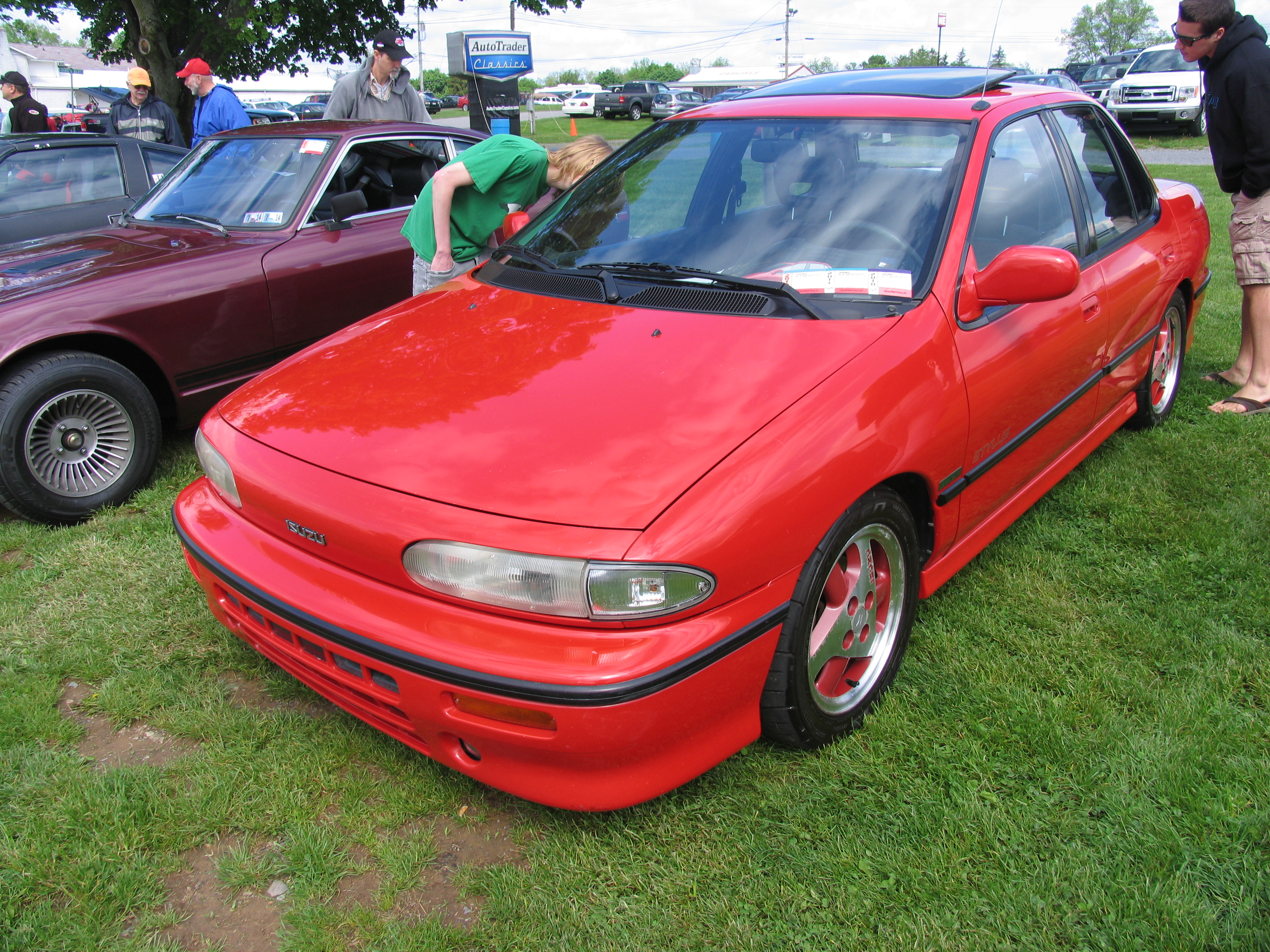
スタイラス RS（フロント）
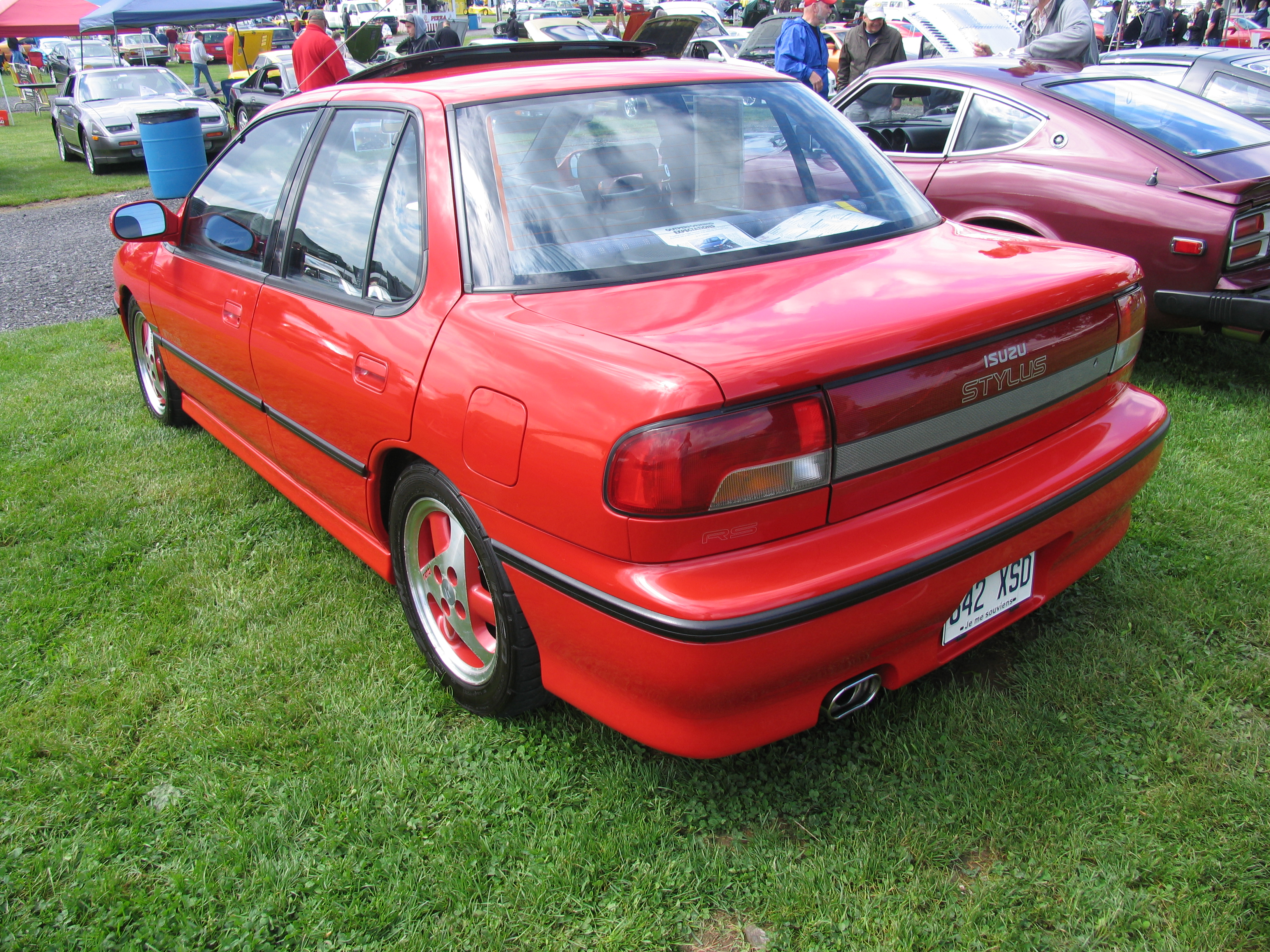
スタイラス RS(リア)
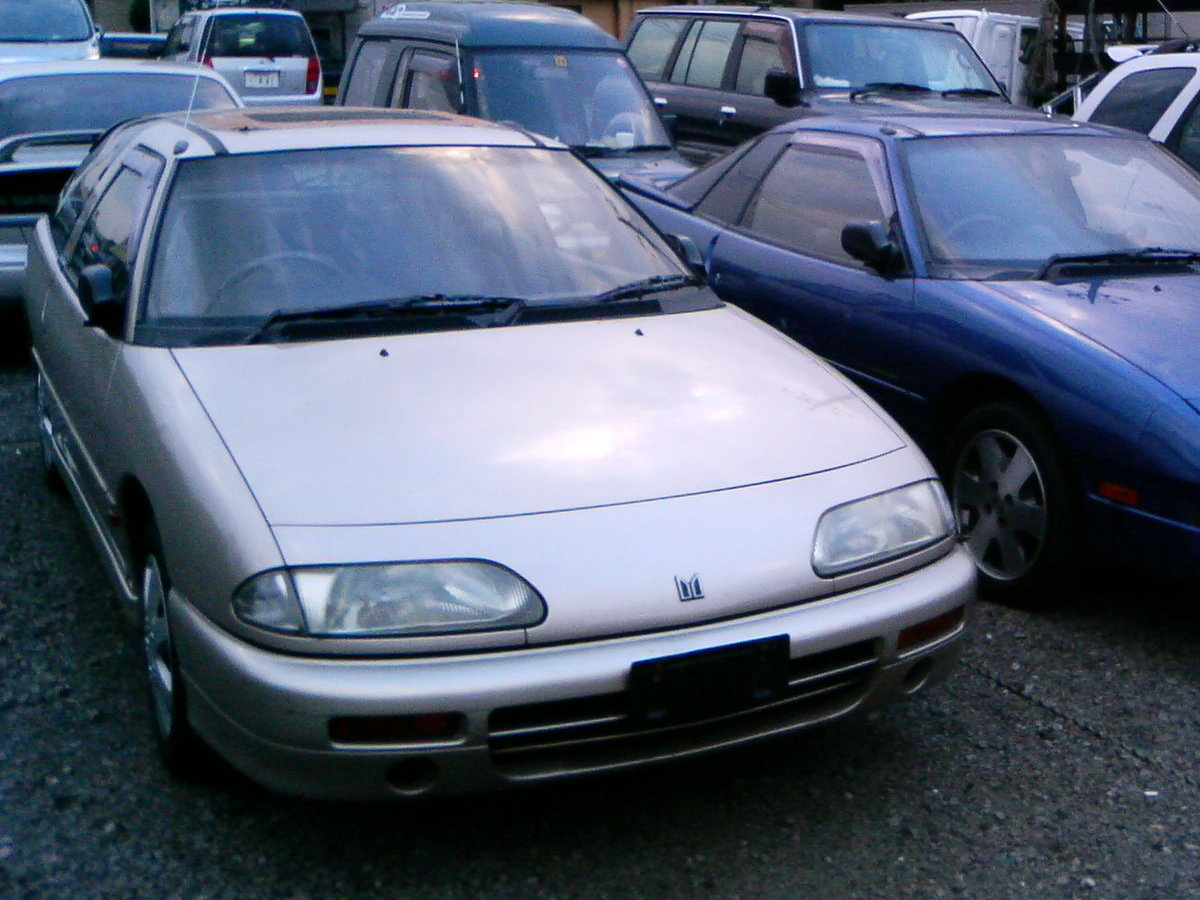
ハッチバック フロント

## 4代目（1993年-1997年）MJ1/2/3型
4代目は、いすゞ自動車が乗用車の自社生産から撤退したため、ホンダ・ドマーニのOEMモデルとなった。ドマーニに設定されていた1,800 cc・DOHCエンジンは設定されず、1,500 cc・SOHCと1,600 cc・SOHCの2本立てとなる。先代よりラインナップが縮小され、ボディタイプは4ドアセダンのみとなり、ジェミニの売りだったホットモデル（イルムシャー／ハンドリング・バイ・ロータス）やディーゼル車は廃止された。
不評だった3代目と比較して「デザインは先代よりもジェミニらしい」「運転ポジションが悪かった先代より前が見やすい」という意見もあった。
販売先は、ほとんどがいすゞ固定客の業務用車の代替などであり、一般ユーザー向けの広告展開は殆どされず、更にはこの頃にはミニバンやステーションワゴンが全盛となっており、セダン型車の人気が著しく低下していたこともあり、このモデル以降、地味な存在の車となった。だがドマーニ自体も兄弟車であるシビックフェリオの影に隠れたモデルであったため、OEM車両としてはそこそこ売れた口でもある。
ドマーニとの違いは、フロントグリルと樹脂製ホイールキャップのデザインと専用のボディカラーが追加されていた事である。
型式名はE-MJ1とE-MJ2の2種類。
グレードは「1600G/G」、「1600C/C」、「1600C/C 4WD」。
「H」マーク、「VTEC」等が入るエンジンヘッドカバーも含め、仕様はドマーニと殆ど同じだが、若干の違いがあった。ドマーニの「1600Ri」「1600Ri-F」は175/70R13が標準だったが、ジェミニの「1600C/C」「1600C/C 4WD」は175/65R14が標準とされた等。
ボディカラーはフロストホワイト、ボーグシルバー・メタリック、ハーバードブルー・パール、ローザンヌグリーン・パールの4色。
歴史
- 1993年8月30日発表、同年9月3日発売。

- 1994年5月24日 一部変更。
  - ベース車のドマーニと同じデュアルポンプ式4WDを採用。「1600G/G」にオートアンテナが標準装備。「1600C/C」のAT車に「助手席エアバッグ+ABS」をオプション設定。

- 1995年1月31日
  - VTEC-E（リーンバーン）エンジン搭載の「1500C/C」（型式・E-MJ3）を発表（発売は2月3日）[注釈 18]。旧ジェミニ保有の約半数を占めるディーゼル車ユーザーの代替ニーズへの対応車種として設定された。

- 1995年10月13日
  - マイナーチェンジ（発売は10月21日）。リヤの「ISUZU」と「GEMINI」のマークデザインを変更。フロントドアの「GEMINI」のステッカーは樹脂製のエンブレムに変更。14インチホイールカバーのデザイン変更（13インチは従来どおり）。「1500C/C」はベースモデルの「ドマーニVi-Eフォンテーヌ」と同様に、CDチェンジャーコントロール機能内蔵AM/FM電子チューナー付カセットステレオが標準装備となり、ドアミラーとドアハンドルがボディ同色となった。

ボディカラーはハーバードブルー・パール、ローザンヌグリーン・パールが廃止され、ファントムグレー・パール、サイプレスグリーン・パール、ダークアメジスト・パールを設定、等。
- 1997年1月[19]
  - 生産終了。在庫対応分のみの販売となる。

- 1997年2月
  - 5代目にバトンタッチして販売終了。

## 5代目（1997年-2000年）MJ4/5/6型
5代目も、ボディは先代から引き続き、ドマーニと共通するが、バッジ以外でもフロントグリルのデザインや、ヘッドライトリフレクター・ガーニッシュの色合いなどによって両車を見分けられる。前後ウインカーの色がアンバーであることや、フロントグリルの形状は、ドマーニよりもカナダで製造・販売されていたアキュラ・EL（初代）の前期型に近い外観である。
歴史
- 1997年2月
  - OEM元であるドマーニと同時にフルモデルチェンジ。いすゞ初かつ唯一のCVT（ホンダマルチマチック）を搭載したモデルも登場した。

- 2000年9月[21]
  - シビックのフルモデルチェンジに伴いOEM供給終了。在庫対応分のみの販売となる。

- 2000年10月[22]
  - 販売終了。そのままモデル廃止となり、ジェミニは5代26年の歴史に幕を降ろした。OEM元のドマーニも同時期に生産終了したが、こちらは翌2001年6月まで在庫販売が継続された。

## モータースポーツ
ジェミニは、全日本ラリー選手権へ参戦し1980年、1981年、1990年、1991年、1992年のBクラスにおいて優勝している。

## 街の遊撃手
ジェミニを語る上で欠かせないのが、2代目および3代目におけるカースタントを使ったテレビCMである。映画「007シリーズ」のカースタントで名を知られ、当時世界最高レベルのカースタント技術を持つレミー・ジュリアンが監修を務め、キャッチコピーである「街の遊撃手」を視覚表現した、ジェミニがクラシック音楽やシャンソンなどに乗せてパリの街並みを踊るように駆け抜けていく映像が大きな反響を呼んだ。広告代理店はマッキャンエリクソン博報堂。
これらの映像には合成やCGを一切使っていないことで有名だが、撮影用の車体には細工を施している場合がある。2台並んでのドリフト走行や、4台が同一の動きをしているシーンでは、ほぼすべてにおいて相互の車体の下部をジョイントでつないでいる。当時CM撮影に携わったスタッフはジョイント部分が見えないように、カメラアングルひとつにも綿密な計算をし膨大な時間を費やしたという。それでもジョイント部分の映り込みが避けられない場合はテロップで隠すといった手法も使われていた。なお、CMは世界各国での放映を想定して制作されたため、撮影には海外輸出仕様の左ハンドル車が用いられていた。日本国内および東南アジアではいすゞ・ジェミニとして、中南米ではシボレー・ジェミニ(CHEVORET GEMINI)として放映されていた。
2台で並走している車が異なる動きをするシーンでは、ジョイントでつながっていないシーンとつながっているシーンを別撮りした上で組み合わせることでひとつのシーンを作っている。CMのメイキング映像では、川を飛び越えるシーンや車2台が橋の上で交互にジャンプを繰り返すシーン、また片輪走行で階段を下っているシーンが有名だが、これらは車体に一切の細工をしていない。そのため、これらのCMメイキング映像では車体や映像を一切加工していないことが有名となったため、全てが実際の車の挙動だと思い込む視聴者も多かったという。
3代目のCMは車体そのものが意思を持って自律で動いているという設定のため、スタントドライバーが一切車内に映りこまないようにする必要があり、トランク部にドライバーが隠れて運転できるよう改造を施している。
2017年に開業したいすゞプラザ内のジオラマ「いすゞミニチュアワールド」では、公園内を走行するジェミニのスタントが再現されている。

## 車名の由来
英語でふたご座を表し、いすゞとGMの協力で誕生したことから、両者のパートナーシップをふたご座に例えて命名。
ちなみにGM「Tカー」オペル・カデット（後輪駆動モデル）をベースにした車種は、アジア・オセアニア地域においては、Geminiの名称でいすゞの他に、韓国・セハン自動車（当時、現在の韓国GM）、豪・ホールデンでも販売された。